# Végtelen határok
A Végtelen határok amerikai sci-fi-sorozat. Legelőször 1963 és 1965 között sugározták az amerikai ABC televíziós csatornán, és összesen 49 fekete-fehér epizód készült. Mindegyik epizód különálló történetekből épül fel és a sci-fi és fantázia teljes repertoárját bemutatják. Az eredeti sorozat csak két évadot élt meg, azonban a 90-es években újra felkarolták és összesen hét évadot készítettek el. Magyarországon először a TV3 mutatta be 1999. január 30-án

## 1963-1965 (Az első sorozat)
A Végtelen határokat legelőször 1963 és 1965 között sugározták az amerikai ABC televíziós csatornán, és összesen 49 epizód készült. A sorozat atyja Leslie Stevens volt. Valójában az ABC csatorna kérte fel Stevenst, hogy indítson be egy sci-fi sorozatot, amely el tudja majd csábítani a nézőket a nagy vetélytárstól, a CBS-től. A CBS ugyanis éppen ekkor sugározta az ugyancsak nagy sikerű és hasonló műfajú Twilight Zone (Alkonyzóna) című sorozatot. Ez a sorozat így akaratlanul is, de nagy hatással volt a Végtelen határokra.
Az első évadban 32 epizódot sugároztak és sok, később híressé vált színész is szerepet kapott egy-egy epizódban. Szerepeltek a sorozatban olyan népszerű színészek mint Cliff Robertson, David McCallum, Martin Landau, Martin Sheen, Robert Duvall, William Shatner, Leonard Nimoy.
Az elfogadhatónak mondható nézettség ellenére az első évad után az ABC a show megszüntetésével fenyegetőzött. Ennek több oka is volt. A csatornának nem nagyon tetszett a készítők önállósága és az a tény, hogy nincs beleszólása a show menetébe. Továbbá Stefano és Stevens gyakran beleszőtték a történeteikbe a kormányt is, amit nem mindig jó színben tüntettek fel. Ez abban az időben még nem volt megszokott a filmvásznon. És végül de nem utolsósorban fontos érv volt a pénz. Amikor Stefano a második évadhoz egy méregdrága pilot epizódot írt, az ABC rögtön visszadobta a forgatókönyvet. A producerek ezzel elárulva érezték magukat és kiléptek a "The Outer Limits" projektből.
1964-ben az ABC egy új csapattal elindította a második évadot. Az új csapat a "Perry Mason" című sorozat készítőiből állt.
A második évadban 17 epizód készült el és ezután már nem készült új rész egészen 1995-ig.

## 1995-2002 (Az új sorozat)
A sorozatot először a 80-as évek elején próbálták újraéleszteni sikertelenül. Azonban 1995-ben az Űrszekerek, Babylon 5 vagy a Mesék a kriptából című sorozatok sikerei meggyőzték a Végtelen határok sugárzási jogait birtokló MGM-et, hogy érdemes újraindítani a sorozatot. Az üzletet meg is kötötték a Trilogy Productions-szal. A társaság olyan sikeres produkciókat tudhatott magáénak mint a Backdraft vagy a Robin Hood, a tolvajok fejedelme. A Trilogy tulajdonosai Pen Densham és Mark Stern voltak, akik hét évadon keresztül írtak és rendeztek epizódokat és képviselték a showt.
A sorozatot Vancouverben, Kanadában forgatták. Számos kanadai színész megfordult a sorozatban.
Például:
- Csillagkapu: Michael Shanks, Amanda Tapping, Don S. Davis, Teryl Rothery, Gary Jones, Beau Bridges
- Star Trek: Michael Dorn, Leonard Nimoy, René Auberjonois, Nicole de Boer, Robert Duncan McNeill, Robert Picardo, Marina Sirtis, Dwight Schultz
- X-akták: William B. Davis, Robert Patrick
- Babylon 5: Bruce Boxleitner, Melissa Gilbert

Az évadok általában egy úgynevezett Clip Show-val zárulnak, ami az adott évad számos epizódját köti össze.